# Fatima Meer
Pour les articles homonymes, voir Meer.
Fatima Meer (née le 12 août 1928 et décédée le 12 mars 2010 à Durban en Afrique du Sud) est une femme de lettres et universitaire sud-africaine, activiste et militante contre l'apartheid, membre du congrès indien et de la conscience noire. Musulmane d'origine indienne, auteur ou éditrice de plus de 40 livres, elle fut très impliquée dans le travail social et sur les thèmes liés à l'éducation, la réduction de la pauvreté et les soins de santé.

## Biographie
Fatima Meer est née dans une famille indo-musulmane par la lignée paternelle et juive par la lignée maternelle. Son père. Mossa Meer, était né en Inde et avait immigré en Afrique du Sud où il était devenu rédacteur en chef et éditeur de Indian Views, une publication hebdomadaire pan-islamique destinée à la communauté musulmane parlant le gujarati et axée sur la lutte indienne contre le colonialisme et l'impérialisme britannique.
Dès son plus jeune âge, Fatima Meer travaille pour le journal familial. Elle fait ses études à l'école secondaire des filles indiennes de Durban, passe son baccalauréat et poursuit des études supérieures, obtenant une maîtrise en sociologie à l'université du Natal. Alors qu'elle est lycéenne, elle participe en 1946 à une campagne menée par les dirigeants de la communauté indienne contre le gouvernement sud-africain, prenant pour la première fois la parole en public lors de rassemblements de masse.
En 1949, à la suite d'émeutes raciales à Durban entre les communautés indiennes et noires, elle se lance dans le travail communautaire à Durban afin d'améliorer les relations raciales entre ces groupes de populations, réunissant des femmes indiennes et noires sous la bannière de la ligue des femmes de Durban et du district, la première organisation de femmes de ce genre. En 1950, elle rejoint l'Alliance du Congrès et participe aux premières campagnes de défiance de 1952 contre la politique d'apartheid. Elle est alors condamnée à assignation pour trois ans dans le district de Durban. Durant cette période, elle participe au rapprochement et à la consolidation des relations entre le Natal Indian Congress et le Congrès national africain (ANC), se liant personnellement avec Nelson Mandela mais aussi avec Walter Sisulu, Oliver Tambo et le chef Albert Luthuli. 
En 1955, Meer devient membre fondateur de la Fédération des femmes d'Afrique du Sud (Federation of South African Women - FEDSAW) qui organise en 1956 une imposante marche de protestation contre les passeports intérieurs devant les Union Buildings, le siège du gouvernement sud-africain à Pretoria. À la même époque et jusqu'en 1988, Fatima Meer commence à donner des cours de sociologie à l'Université du Natal, devenant la première femme de couleur à être nommée professeur dans une université blanche d'Afrique du Sud. 
Après le massacre de Sharpeville en mars 1960 et la proclamation de l'état d'urgence, elle participe à des marches de protestations et à des veillées de soutien contre les arrestations de militants anti-apartheid, notamment aux côtés de Sushila Gandhi, la belle-fille de Mahatma Gandhi.
Au cours des années 1970, Fatima est l'une des principales voix anti-apartheid d'Afrique du Sud. À cette époque, bien qu'elle soit confrontée au désaveu de ses proches et de ses collègues du Congrès indien, elle commence à embrasser l'idéologie de la conscience noire prônée par l'Organisation des étudiants sud-africains (SASO), menée par Steve Biko. En 1972, elle fonde l'Institute of Black Research qui devient, au cours des trois décennies qui suivent, le principal canal de diffusion des œuvres académiques de Fatima Meer.
En 1975, Meer est condamnée à cinq ans d'assignation à Durban. En 1976, son fils est détenu à la suite des émeutes de Soweto avant de partir en exil. Elle-même est, par la suite, arrêtée et placée en isolement cellulaire, au côté de Winnie Mandela et d'autres membres de la Fédération des femmes noires à la prison du Fort de Johannesburg. Peu de temps après sa libération en décembre 1976, Meer échappe à une tentative d'assassinat. Elle est par la suite accusée à deux reprises de violer son ordonnance d'interdiction, notamment en créant des instituts d'éducation professionnelle à Tembalishe, ce qui lui vaudra d'être arrêté en 1982 pour avoir enfreint son ordonnance d'interdiction.
Avec l'aide du Premier ministre indien, Indira Gandhi, Meer obtient l'octroi de bourses d'études en Inde pour les étudiants sud-africains de couleur et créaient plusieurs centres d'éducation scolaires et professionnels dans les townships afin de venir en aide aux populations défavorisées en milieu urbain et rural.
En 1988, elle publie Plus haut que l'espoir, la première biographie autorisée de Nelson Mandela. 
Après la fin de l'apartheid, Meer refuse de siéger au Parlement pour continuer à se consacrer à ses œuvres non gouvernementales. Cependant, elle devient conseillère auprès du ministre des Arts, de la Culture, des Sciences et de la Technologie, siège à la Commission sur les symboles nationaux, à celle sur l'hymne national et participe à divers autres conseils d’administration comme celui de la South African Broadcasting Corporation.
Ardente supporter de la révolution iranienne, elle boycotte le voyage de Salman Rushdie en Afrique du Sud en 1998, proclamant que c’était un blasphémateur.
Lors des élections générales sud-africaines de 1999, elle milite activement dans les townships pour convaincre les Indiens de ne pas voter pour les anciens partis blancs pour lesquels ils avaient massivement votés en 1994. 
Fatima Meer est décédée d'une attaque cérébrale à l'hôpital de Durban le 13 mars 2010 à l'âge de 81 ans.

## Vie privée
Elle était mariée depuis 1950 avec son cousin germain, avocat et militant Ismail Meer, mort en 2000. Le couple avait eu 3 enfants, Shamin, Rashid et Shehna. 